# Alekszej Vlagyimirovics Batalov
Alekszej Vlagyimirovics Batalov (Алексей Владимирович Баталов) (Vlagyimir, 1928. november 20. – Moszkva, 2017. június 15.) orosz színész, filmrendező.

## Életpályája
Színész családban született, szülei a Moszkvai Művész Színház (MHAT) tagjai voltak. Később anyjával annak második férjéhez, Viktor Ardatov íróhoz költöztek, akinél a fiatal Batalov több neves íróval megismerkedett. A Művész Színház stúdiójában végzett 1950-ben. Katonai szolgálatát a Szovjet Hadsereg Színházánál töltötte, majd 1953-tól négy évig a MHAT társulatának tagja volt. 1957–1975 között a Lenfilm stúdió színésze, illetve rendezője. Csendes, visszafogott játékával elsősorban filmszerepeiben aratott sikert.
Első fontos filmszerepére (A Zsurbin-család, 1954) Joszif Hejfic rendező szerződtette, akivel később is többször együtt dolgozott. Két év múlva Pavel Vlaszov szerepét játszotta az ismert Gorkij-regény Az anya Mark Donszkoj által rendezett filmváltozatában. (Érdekessége, hogy Pudovkin 1926-os azonos című filmjében Batalov színész-nagybátyja játszotta ugyanezt a szerepet.) Alekszej Batalovot hazájában és külföldön egyaránt a Szállnak a darvakban nyújtott alakítása tette igazán híressé. További legismertebb filmszerepei: Mihail Romm Egy év kilenc napja című filmjében – Guszev – és Joszif Hejfic Csehov-filmjében – Gurov (A kutyás hölgy). Hejfic egyik filmjében rendezőasszisztensként is dolgozott, majd következett első önálló rendezése, Nyikolaj Gogol novellájának filmváltozata, A köpönyeg. Később is több klasszikus irodalmi alkotás filmváltozatát rendezte meg. Több állami díj birtokosa, 1975-től a moszkvai filmfőiskola tanára, 1979-től professzora volt.

## Filmjei

### Ismertebb filmszerepei

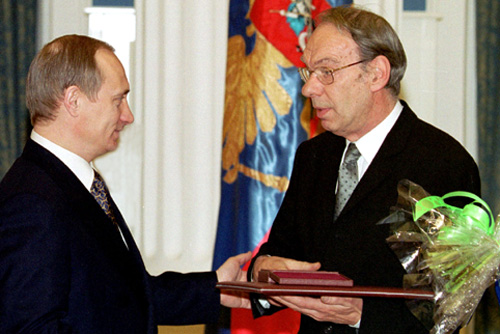
Díjátadó ünnepségen 2000-ben (Kreml, Moszkva)

- 1954 A Zsurbin-család Большая семья (Joszif Hejfic)
- 1955 A Rumjancev-ügy Дело Румянцева (Joszif Hejfic)
- 1957 Szállnak a darvak Летят журавли (Mihail Kalatozov)
- 1958 A mi drága emberünk Дорогой мой человек (Joszif Hejfic)
- 1960 A kutyás hölgy Дама с собачкой (Joszif Hejfic, Csehov novellájából)
- 1962 Egy év kilenc napja Девять дней одного года  (Mihail Romm)
- 1966 Sz. városban  В городе С. (Anton Csehov novelláiból)
- 1970 Menekülés Бег (Alekszandr Alov – Vlagyimir Naumov; Mihail Bulgakov műve alapján)
- 1979 Moszkva nem hisz a könnyeknek Москва слезам не верит (Vlagyimir Menysov)

### Rendezői munkái
- 1959 A köpönyeg Шинель (Gogol novellájából)
- 1966 Három kövér Три толстяка (színész, forgatókönyvíró is; Jurij Olesa nyomán)
- 1972 A játékos  Игрок (színész is; Dosztojevszkij regényéből)